# Andrew Newell
Pour les articles homonymes, voir Newell.
Andrew Newell, né le 30 novembre 1983 à Bennington dans le Vermont, est un fondeur américain spécialiste des épreuves de sprint, notamment quatrième du classement de la spécialité dans la Coupe du monde en 2009-2010.

## Biographie
Il est basé à Shaftsbury et fréquente la Stratton Mountain School.
Après des débuts internationaux junior en 2001, où il finit dans le top dix du sprint aux Championnats du monde junior (sixième), il est sélectionné pour les Championnats du monde sénior en 2003. Il démarre dans la Coupe du monde de ski de fond en 2004 et monte sur son premier podium individuel (3e place) le 15 mars 2006 à Changchun dans un sprint. Entre-temps, il prend part à ses deuxièmes championnats du monde à Oberstdorf en 2005, où il est demi-finaliste du sprint (12e). Lors de sa troisième participation, en 2007, il parvient même à atteindre la finale du sprint en style classique, dont il finit cinquième. En 2008, il monte sur son deuxième podium en sprint à Lahti (2e place, son meilleur résultat), puis deux ans plus tard, sur son troisième dans la Coupe du monde au sprint classique de Drammen. En 2010, il obtient son meilleur classement de la spécialité en Coupe du monde avec le quatrième rang final.
Durant sa carrière, il prend part à quatre éditions des Jeux olympiques en 2006 (16e du sprint), 2010 (45e du sprint, 9e du sprint par équipes et 13e du relais), 2014 (18e du sprint et 11e du relais) et 2018 (37e du sprint et 14e du relais).
Il prend sa retraite sportive en 2020, pour commencer un nouveau role à plein temps en tant qu'entraîneur.

## Palmarès

### Jeux olympiques
| Épreuve / Édition   | Sprint                           | Sprint                           | 15 km                            | 15 km                            | Poursuite/Skiathlon 2 × 15 km | 50 km | Relais | Relais    |
| Épreuve / Édition   | libre                            | classique                        | libre                            | classique                        | Poursuite/Skiathlon 2 × 15 km | 50 km | Sprint | 4 × 10 km |
| JO 2006 Turin       | 16e                              | Épreuve inexistante à cette date | Épreuve inexistante à cette date | —                                | —                             | —     | 13e    | —         |
| JO 2010 Vancouver   | Épreuve inexistante à cette date | 45e                              | —                                | Épreuve inexistante à cette date | —                             | —     | 9e     | 13e       |
| JO 2014 Sotchi      | 18e                              | Épreuve inexistante à cette date | Épreuve inexistante à cette date | —                                | —                             | —     | —      | 11e       |
| JO 2018 Pyeongchang | Épreuve inexistante à cette date | 37e                              | —                                | Épreuve inexistante à cette date | —                             |       |        | 14e       |

### Championnats du monde
| Épreuve / Édition  | Val di Fiemme 2003 | Oberstdorf 2005 | Sapporo 2007 | Liberec 2009 | Oslo 2011 | Val di Fiemme 2013 | Falun 2015 | Lahti 2017 | Seefeld 2019 |
| Sprint libre       | 31e                |                 |              | 12e          | 10e       |                    |            | 20e        | 40e          |
| Sprint classique   |                    | 12e             | 5e           |              |           | 21e                | 17e        |            |              |
| Sprint par équipes |                    | 14e             | 13e          |              | 10e       | 14e                | 7e         |            |              |
| 15 km classique    |                    |                 |              |              |           |                    |            | 48e        |              |
| Relais 4 × 10 km   |                    |                 |              | 13e          | 14e       | 10e                |            |            |              |

### Coupe du monde
- Meilleur classement général : 19e en 2010.
- Meilleur classement en sprint : 4e en 2010.
- 3 podiums en épreuve individuelle : 1 deuxième place et 2 troisièmes places.

#### Classements en Coupe du monde
| Année     | Classement général final | Classement sprint | Classement distance |
| 2003-2004 | 102e                     | 53e               |                     |
| 2005-2006 | 25e                      | 8e                |                     |
| 2006-2007 | 35e                      | 6e                |                     |
| 2007-2008 | 36e                      | 10e               |                     |
| 2008-2009 | 47e                      | 15e               |                     |
| 2009-2010 | 19e                      | 4e                |                     |
| 2010-2011 | 36e                      | 8e                | 74e                 |
| 2011-2012 | 42e                      | 16e               | 85e                 |
| 2012-2013 | 29e                      | 5e                | 70e                 |
| 2013-2014 | 39e                      | 15e               | 83e                 |
| 2014-2015 | 54e                      | 18e               |                     |
| 2015-2016 | 62e                      | 27e               |                     |
| 2016-2017 | 66e                      | 28e               |                     |
| 2017-2018 | 86e                      | 43e               |                     |
| 2018-2019 | 99e                      | 51e               |                     |

### Championnats des États-Unis
- Champion sur le sprint en 2008.